# منتزه رام الله
منتزه رام الله هو أحد المنتزهات التاريخية في مدينة رام الله والذي افتتح في اوائل صيف 1961 وهو أحد مرافق بلدية رام الله يقع المنتزه امام مبنى دار بلدية رام الله في منطقة رام الله القديمة تم إعادة افتتاحه بعد تجديده وتطويره في صيف 2018 حيث يضم الآن جلسات عائلية وأول نافورة موسيقية في فلسطين يعتبر منتزه رام الله واحدا من معالم مدينة رام الله حيث يستقبل المنتزه سنويا الالاف من زوار وسكان المدينة 